# TuS Hahnstätten
Die TuS Hahnstätten 1932 e.V. ist ein deutscher Sportverein mit Sitz in der rheinland-pfälzischen Ortsgemeinde Hahnstätten innerhalb der Verbandsgemeinde Aar-Einrich im Rhein-Lahn-Kreis.

## Geschichte der Fußballabteilung

### Aufstieg in die Amateurliga Rheinland
Der Verein stieg zur Saison 1977/78 in die drittklassige Amateurliga Rheinland auf. Nach dieser Saison wurde die Liga aufgelöst und die Vereine auf die neue Oberliga und Verbandsliga aufgeteilt. Mit 17:43 Punkten platzierte sich die TuS am Ende der Spielzeit auf dem 15. Platz der Tabelle, womit man in der nächsten Saison in der Verbandsliga Rheinland antreten durfte.

### Heutige Zeit
In der Saison 2002/03 spielte der Verein in der Kreisliga A Rhein/Lahn und belegte dort mit 42 Punkten den sechsten Platz. Nach der darauffolgenden Saison musste man mit lediglich 17 Punkten über den 13. Platz dann jedoch in die Kreisliga B absteigen. Am Ende der Spielzeit 2006/07 stand dann nach einem 12. Platz mit 23 Punkten gar der Abstieg in die Kreisliga C an. Über den zweiten Platz in der nächsten Saison gelang hieraus aber dann der direkte Wiederaufstieg. Nach der Saison 2013/14 gelang dann schließlich mit 61 Punkten die Meisterschaft in der Kreisliga B und damit nach knapp zehn Jahren die Rückkehr in die Kreisliga A. Hier hatte man jedoch bereits in der nächsten Saison nur knapp die Klasse gehalten, am Ende der Spielzeit 2015/16 ging es dann schließlich mit einer desaströsen Punktzahl von lediglich vier Punkten auch wieder runter in die Kreisliga B. Diesmal sollte es jedoch keine zehn Jahre bis zu einem Wiederaufstieg dauern. Bereits nach der Saison 2018/19 gelang mit 76 Punkten wieder die Meisterschaft. Somit spielt der Verein seit der Saison 2019/20 wieder in der Kreisliga A.